# コンバート (スポーツ)
コンバート(Convert)は「転向」を意味する英単語で、スポーツにおいては、選手のポジション変更を指す。

## 概要
元々は野球用語で守備のポジション変更を指したが、サッカーを始め他競技でも用いられるようになった。
コンバートされるに至った経緯は、負傷などで本職の選手がいなくなった時や、監督やコーチが選手の異なる素質を見抜いた時など様々で、コンバートされた結果元々のポジションよりも活躍した選手も多い。
なお正式なコンバートをせず、元々のポジションでの活動を継続しつつ様々なポジションをこなすことが出来る選手をユーティリティープレイヤーと呼ぶ。

## 野球におけるコンバート
野球におけるコンバートは、野手間(二塁手→一塁手など)もしくは投手・捕手から野手という方向で行われることが多い。また数は少ないながらも野手から投手や捕手にコンバートされた例もある。

## サッカーにおけるコンバート
サッカーにおけるコンバートでは、元々のポジションに比較的近いポジションに変更される場合が多い。例えばサイドバックが一列ポジションを上げてサイドハーフになる、ウイングが中央に移動してセンターフォワードになる、などである。中にはフォワードからゴールキーパーという対極のポジションに変更した例もある。
コンバートを経験した選手として、ブラニスラヴ・イヴァノヴィッチ(CB→SB)、アンドレア・ピルロ(OMF→DMF)、バスティアン・シュヴァインシュタイガー(WG→DMF)、ディルク・カイト(CF→WG)、ガレス・ベイル(SB→WG)、ハビエル・マスチェラーノ(DMF→CB)、ルート・ファン・ニステルローイ(CMF→CF)、エトヴィン・ファン・デル・サール(CF→GK)、アルフォンソ・デイヴィス（WG→SB）、などが有名である。